# Relations entre le Bangladesh et le Kenya
Les relations entre le Bangladesh et le Kenya désignent les relations bilatérales de la république populaire du Bangladesh et de la république du Kenya.

## Histoire

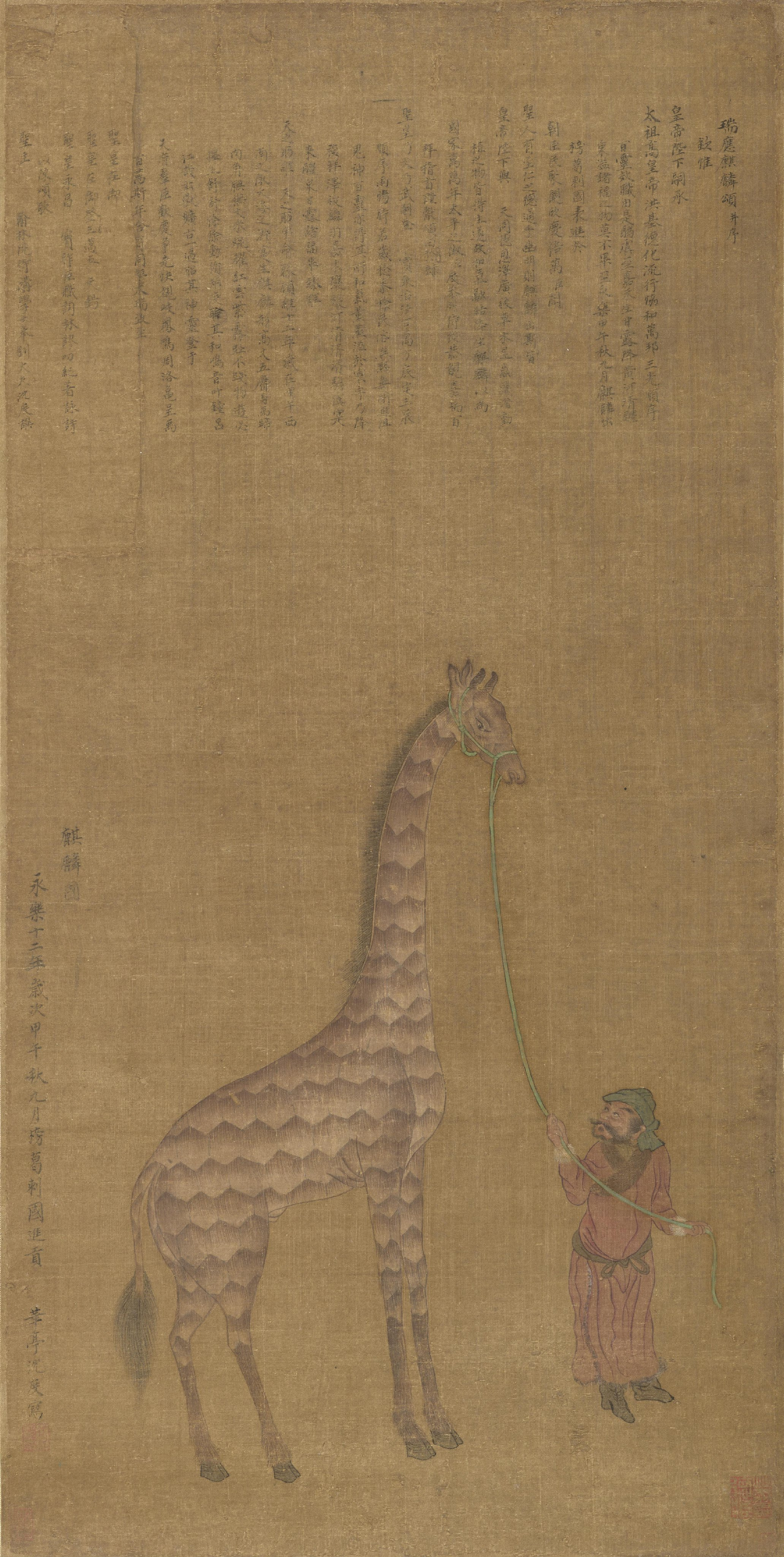
La girafe kenyane offerte par le sultan du Bengale à la Chine en 1414.

Il existe des documents indiquant que des envoyés de la ville-État kenyane de Malindi ont été accueillis à la cour du sultanat du Bengale. Les animaux constituaient une part importante des hommages dans les cours médiévales du Bengale. Les envoyés kenyans ont apporté des girafes, qui ont également été remarquées par les envoyés chinois au Bengale. Le sultan Shihabuddin Bayazid Shah (en) a ensuite offert une des girafes masaï à l'empereur Yongle de la Chine Ming en 1414,,.

## Visites d'état
L'ancien ministre du textile et du jute du Bangladesh, Abdul Latif Siddique, a effectué une visite officielle à Nairobi en 2012. Il a emmené la délégation du Bangladesh, composée de six membres, qui s'est rendue sur place le 5 août et est rentrée chez elle deux semaines plus tard. L'Office national des céréales et des produits agricoles (National Cereals and Produce Board - NCPB) du Kenya va signer un accord avec la Bangladesh Jute Mills Corporation (BJMC) pour l'achat de 30 000 balles de jute au cours de l'année fiscale (FY) 2012-13, ce qui permettra au pays de gagner 740 millions de takas, contre 350 millions de takas au cours de la période 2011-12.

## Coopération agricole
Le Kenya a été l'une des destinations souhaitées par le Bangladesh pour louer des terres cultivables inutilisées afin d'assurer la sécurité alimentaire future. Le Kenya a également exprimé son intérêt pour la location de vastes terres arables au Bangladesh. Ces terres seront utilisées pour la culture du riz et du coton.

## Relations économiques
Le Bangladesh et le Kenya ont montré un intérêt mutuel pour l'expansion du commerce et des investissements bilatéraux. Le jute est un produit important que le Bangladesh exporte vers le Kenya,. Le Kenya a également importé des médicaments du Bangladesh. En 2012, une délégation bangladaise conduite par le ministre du textile et du jute s'est rendue à Nairobi et a eu des entretiens avec plusieurs organismes commerciaux et ministères kenyans afin d'explorer les possibilités d'accroître les activités économiques entre les deux pays. Le Bangladesh exporte également des médicaments à l'île Maurice.